# Lluís Pujol i Codina
Lluís Pujol i Codina (Castellbell i el Vilar, 25 de maig de 1947) és un exfutbolista català dels anys 1960 i 1970 i posteriorment entrenador de futbol. Va ser internacional amb la selecció catalana i amb la selecció espanyola.

## Trajectòria esportiva
Després de jugar a diversos clubs de la comarca (La Bauma, Sant Vicenç, Poble Nou) jugà al futbol base del CE Manresa, des d'on passà al planter del FC Barcelona. El 1965 debutà amb el CD Comtal primer i el primer equip del FC Barcelona després, quan tenia 17 anys. Durant les primeres tres temporades al Barça només disputà deu partits de lliga, en els quals marcà cinc gols. La temporada 1968-69 fou cedit al Centre d'Esports Sabadell, on realitzà una gran temporada. Disputà 29 partits de lliga i marcà 8 gols, i el club assolí la seva millor classificació històrica a la lliga espanyola, una quarta posició. Retornà al Barcelona on jugà irregularment, destacant la temporada 1970-71 en la qual disputà 25 partits de lliga. Al club guanyà dues Copes i una Copa de Fires. En aquesta darrera competició fou decisiu, ja que marcà tres gols en el partit de tornada de la final que enfrontà el Barcelona amb el Saragossa.
La temporada 1973-74 fitxà pel CE Castelló, on no jugà molts partits i a més el club acabà perdent la categoria. Acabà la seva carrera a la UE Sant Andreu.
El 15 d'octubre de 1969 jugà amb la selecció d'Espanya un partit de classificació per al Mundial de 1970 enfront Finlàndia a La Línea de la Concepción. També disputà dos partits amb la selecció catalana de futbol. El primer fou un partit benèfic el dia 8 de desembre de 1966 al Camp Nou enfront una selecció internacional que acabà amb empat a tres gols. El segon fou el 6 de novembre de 1968 enfront l'Atlante mexicà amb triomf per 2 gols a 0, un d'ells marcat per Pujol.
Al voltant dels anys 1980 fou entrenador de diversos equips catalans. Entrenà el FC Barcelona Atlètic amb el qual perdé la categoria a Segona Divisió el 1988-89. També dirigí el CE Sabadell i el Joventut Mollerussa.

## Palmarès
FC Barcelona
- Copa de les Ciutats en Fires: 1965-66
- Finalíssima de la Copa de les Ciutats en Fires: 1971
- Copa d'Espanya: 1967-68, 1970-71